# Voshaai
De voshaai of gewone voshaai (ook wel zeevos genoemd) Alopias vulpinus is een haai uit de familie van de voshaaien, Alopiidae, orde van de makreelhaaien (Lamniformes).

## Kenmerken
De (gewone) voshaai is de grootste van de drie soorten voshaaien. Volwassen mannetjes zijn 3,3 m lang, vrouwtjes tussen de 2,6 en 4,5 m. Deze haai kan wel 7,6 meter lang worden en weegt dan 340 kg. Bijna de helft van de lengte van het dier bestaat uit het verlengstuk van de bovenste staartvin. Hij heeft een toegespitste borstvin en een korte, spitse snuit.
De voshaai lijkt sterk op de pelagische voshaai (A. pelagicus), waarmee hij wel wordt verward. De voshaai onderscheidt zich van de pelagische voshaai door een witte vlek op de buik die doorloopt als een band boven de basis van de borstvinnen. De voshaai is bruin met een witte buik met over het gehele lichaam donkerbruine vlekken.Van deze soort haai is bekend dat hij grote sprongen boven het wateroppervlak kan maken.

## Verspreiding en leefgebied
Voshaaien komen voor in zowel kustwateren als in de pelagische zone (open oceanen) in tropische en gematigde klimaatgebieden. Ze houden zich op bij het wateroppervlak tot op een diepte van ongeveer 500 meter. De voshaai vertoont trekgedrag afhankelijk van het seizoen. In de zomer verplaatst hij zich van de warme tropische wateren naar de hogere breedten. Het zijn goede en snelle zwemmers.

## Staartvin
De grote staartvin wordt gebruikt om scholen vis richting ondiep water te jagen. Een voshaai zwemt om een school vis heen, al zwiepend met de staart. Op die wijze krijgen ze vissen als makreel, tonijn, pelser, haring en horsmakreel te pakken.
De staart dient ook als verdedigingsmiddel. Als een voshaai aan boord van een schip wordt gehesen zwiept hij met zijn staart wild om zich heen. Ook tegen andere zeebewoners wordt de staart ter verdediging ingezet.

## Bescherming
Volgens schattingen is de populatie van de gewone voshaai tussen 1986 en 2000 met 63 tot 80% achteruitgegaan, door onder meer de sterfte als bijvangst bij de beroepsvisserij op zwaardvis en tonijn. Daarom staat de voshaai op de internationale rode lijst als kwetsbare soort.
De voshaai staat niet op de Nederlandse rode lijst van vissen omdat hij in de ondiepe kustwateren van de zuidelijke Noordzee gewoonlijk niet voorkomt. Er zijn slechts enkele voshaaivangsten gedaan in Nederlandse kustwateren.